# Asamblea Estatal de la República de Altái
La Asamblea Estatal de la República de Altái (en ruso: Государственное Собрание - Эл Курултай Республики Алтай, Gosudarstvennoye Sobraniye - El Kurultay Respubliki Altay) es el órgano legislativo de dicha república, en Rusia.